# Sam Fender
Samuel Thomas Fender (North Shields, Tyne y Wear, Inglaterra; 25 de abril de 1994), conocido artísticamente como Sam Fender, es un cantante, compositor, músico y actor inglés. Después de haber tenido una corta carrera como actor, probó suerte como cantante, lanzando varios sencillos de manera independiente, hasta que en 2018 finalmente firmó con la discográfica Polydor Records. Durante ese mismo año, estuvo dentro de los nominados al sondeo Sound of de BBC, el cual tiene por objetivo destacar a los artistas nuevos más promisorios y para noviembre ya había lanzado su primer EP, Dead Boys. Para 2019, ganó en la categoría de «Estrella en Ascenso» de los Premios Brit y en septiembre del mismo año debutó con su primer álbum, Hypersonic Missiles, el cual alcanzó el Nro. 1 en los UK Albums Chart.

## Primeros años
Nacido con el nombre de Samuel Thomas Fender el 25 de abril de 1994 en North Shields en el distrito de Tyne y Wear, Inglaterra. Asistió a la secundaria John Spence Community en Preston, Inglaterra, y para los dos últimos años opcionales de la secundaria asistió al colegio Whitley Bay. Su padre, Alan, y su hermano, Liam, también son cantautores; Liam, además, toca la batería y el piano.

## Carrera
En 2010, cuando Fender tenía 16 años, fue visto actuando por el mánager de Ben Howard, Owan Davis, en un pub en su ciudad natal, quien finalmente optó por representarlo. En 2011, participó en el episodio piloto de la serie de televisión Vera y en 2012 en un episodio de la serie británica Wolfblood.
Para 2017 comenzó a lanzar de manera independiente sus primeras composiciones. En marzo de 2017 lanzó su primera canción, «Play God», seguido de las canciones «Greasy Spoon»,«Millennial» y «Start Again», todas lanzadas a lo largo de 2017.
En noviembre de 2018, editó su primer EP, Dead Boys, lo que le permitió realizar una gira por Europa, sin embargo, debido a lo extensa de esta, Fender tuvo que cancelar algunos conciertos en 2019 (incluyendo una presentación en el Festival Glastonbury) después de manifestar problemas en sus cuerdas vocales. Después de un mes de descanso en donde pudo recuperar su voz, pudo retomar las actuaciones, siendo telonero en el concierto que Bob Dylan y Neil Young realizaron en Hyde Park, Londres, en julio de 2019.
Su primer álbum de estudio, Hypersonic Missiles, fue lanzado al mercado el 13 de septiembre de 2019, el cual fue promocionado con los sencillos «Hypersonic Missiles», «Will We Talk?» y «The Borders». El 10 de diciembre de 2019, lanzó la canción «All Is on My Side», la cual compuso cuando era adolescente y que hasta ese entonces solo había sido interpretada en vivo.
Para 2020, en plena pandemia por COVID-19, fue uno de los primeros artistas en realizar un concierto especialmente ambientado para mantener el distanciamiento físico, en cual se realizó en el Virgin Money Unity Arena ubicado en Newcastle upon Tyne, Inglaterra.

## Vida personal
Sam Fender es hincha del Newcastle United Football Club.

## Discografía

### Álbumes de estudio
- 2019: Hypersonic Missiles
- 2021: Seventeen Going Under
- 2025: People Watching

### EP
- 2018: Dead Boys

## Premios y nominaciones
| Año  | Organizado por | Premio                                | Trabajo nominado      | Resultado |
| ---- | -------------- | ------------------------------------- | --------------------- | --------- |
| 2017 | BBC            | Sound of 2018                         | Sam Fender            | Nominado  |
| 2018 | Vevo           | DSCVR 2019: Artista Revelación        | Sam Fender            | Incluida  |
| 2018 | Premios Brit   | Estrella en Ascenso                   | Sam Fender            | Ganador   |
| 2018 | Radio X        | Mejores canciones de 2018             | «That Sound»          | Incluida  |
| 2018 | Metro          | Artista Revelación 2019               | Sam Fender            | Incluida  |
| 2018 | Radio X        | Las grandes expectativas para 2019    | Sam Fender            | Incluida  |
| 2019 | MTV            | Artista Revelación 219                | Sam Fender            | Nominado  |
| 2019 | Radio X        | Las mejores canciones británicas 2019 | «Hypersonic Missiles» | Puesto 64 |
| 2019 | Radio X        | Las mejores canciones británicas 2019 | «That Sound»          | Puesto 81 |
| 2019 | Radio X        | Las mejores canciones británicas 2019 | «Play God»            | Puesto 90 |
| 2020 | Premios Brit   | Mejor Nuevo Artista                   | Sam Fender            | Nominado  |
| 2020 | Radio X        | Las mejores canciones británicas 2020 | «Hypersonic Missiles» | Puesto 10 |
| 2020 | Radio X        | Las mejores canciones británicas 2020 | «Play God»            | Puesto 68 |
| 2020 | Radio X        | Las mejores canciones británicas 2020 | «Dead Boys»           | Puesto 72 |
| 2020 | Radio X        | Las mejores canciones británicas 2020 | «That Sound»          | Puesto 82 |
| 2025 | Premios Brit   | Alternative/Rock Act                  | Sam Fender            | Ganador   |